# تره‌ویکو
تره‌ویکو (به ایتالیایی: Trevico) یک کومونه در ایتالیا است که در استان آولینو واقع شده‌است.

## خصوصیات
تره‌ویکو ۱۰ کیلومترمربع مساحت و ۱٬۰۷۹ نفر جمعیت دارد و ۱٬۰۹۴ متر بالاتر از سطح دریا واقع شده‌است.